# Chloroclystis aquanivaria
Chloroclystis aquanivaria är en fjärilsart som beskrevs av Jones 1921. Chloroclystis aquanivaria ingår i släktet Chloroclystis och familjen mätare. Inga underarter finns listade i Catalogue of Life.